# Munich WCT 1973
Il Munich WCT 1973 è stato un torneo di tennis giocato sul sintetico indoor. È stata la 1ª edizione del torneo che fa parte del World Championship Tennis 1973. Si è giocato a Monaco di Baviera in Germania dal 2 all'8 aprile 1973.

## Campioni

### Singolare maschile
Stan Smith ha battuto in finale  Cliff Richey con il punteggio di 6–1 7–5

### Doppio maschile
Niki Pilic /  Allan Stone hanno battuto in finale  Cliff Drysdale /  Cliff Richey con il punteggio di 7–5, 5–7, 6–4